# Orthonevra incisa
Orthonevra incisa är en tvåvingeart som först beskrevs av Friedrich Hermann Loew 1843.  Orthonevra incisa ingår i släktet glansblomflugor, och familjen blomflugor.
Artens utbredningsområde är Polen. Inga underarter finns listade i Catalogue of Life.